# سرامیک‌نگاری
سرامیک‌نگاری،هنر و دانش تهیه، بررسی، آزمایش و ارزیابی ریزساختارهای سرامیکی است. سرامیک‌نگاری را می‌توان متالوگرافی ماده سرامیک درنظر گرفت. ریزساختار سطح، تقریباً بین ۰٫۱ تا ۱۰۰ میکرومتر، بین حداقل طول موج نور مرئی و حد بینایی چشم غیر مسلح است. ریزساختار، شامل بیشتر دانه‌ها، فازهای ثانویه، مرزهای دانه‌ها، منافذ، میکروترک‌ها و ریزپوشش‌های سختی است. بیشتر خصیصه‌های مکانیکی، نوری، حرارتی، الکتریکی و مغناطیسی فله و سوا، به‌طور چشم‌گیری تحت تأثیر ریزساختار قرار می‌گیرند. روش ساخت و شرایط فرایند به‌طور کلی توسط ریزساختار نشان داده می‌شوند. ریشه اساسی بسیاری از شکست‌های سرامیکی در ریزساختار، یک گواه است. سرامیک‌نگاری بخشی از حوزه گسترده‌تر متریالوگرافی است، که شامل تمام تکنیک‌های میکروسکوپی آنالیز و تحلیل مواد، مانند متالوگرافی، پتروگرافی (سنگ‌نگاری) و پلاستوگرافی (پلاستیک‌نگاری) است. سرامیک‌نگاری معمولاً برای سرامیک‌های با کارایی بالا برای مصارف صنعتی مانند ۸۵ – ۹۹٫۹٪ آلومینا (Al 2 O 3) در شکل- ۱، زیرکونیا (ZrO 2)، کاربید سیلیکون (SiC)، نیترید سیلیکون (Si 3 N 4) و کامپوزیت‌های ماتریس سرامیکی اختصاص دارد. همچنین، به ندرت، در سرامیک‌های سفید مانند ظروف بهداشتی، کاشی‌های دیواری و ظروف خانگی استفاده می‌شود.

ریزساختارهای سراموگرافی
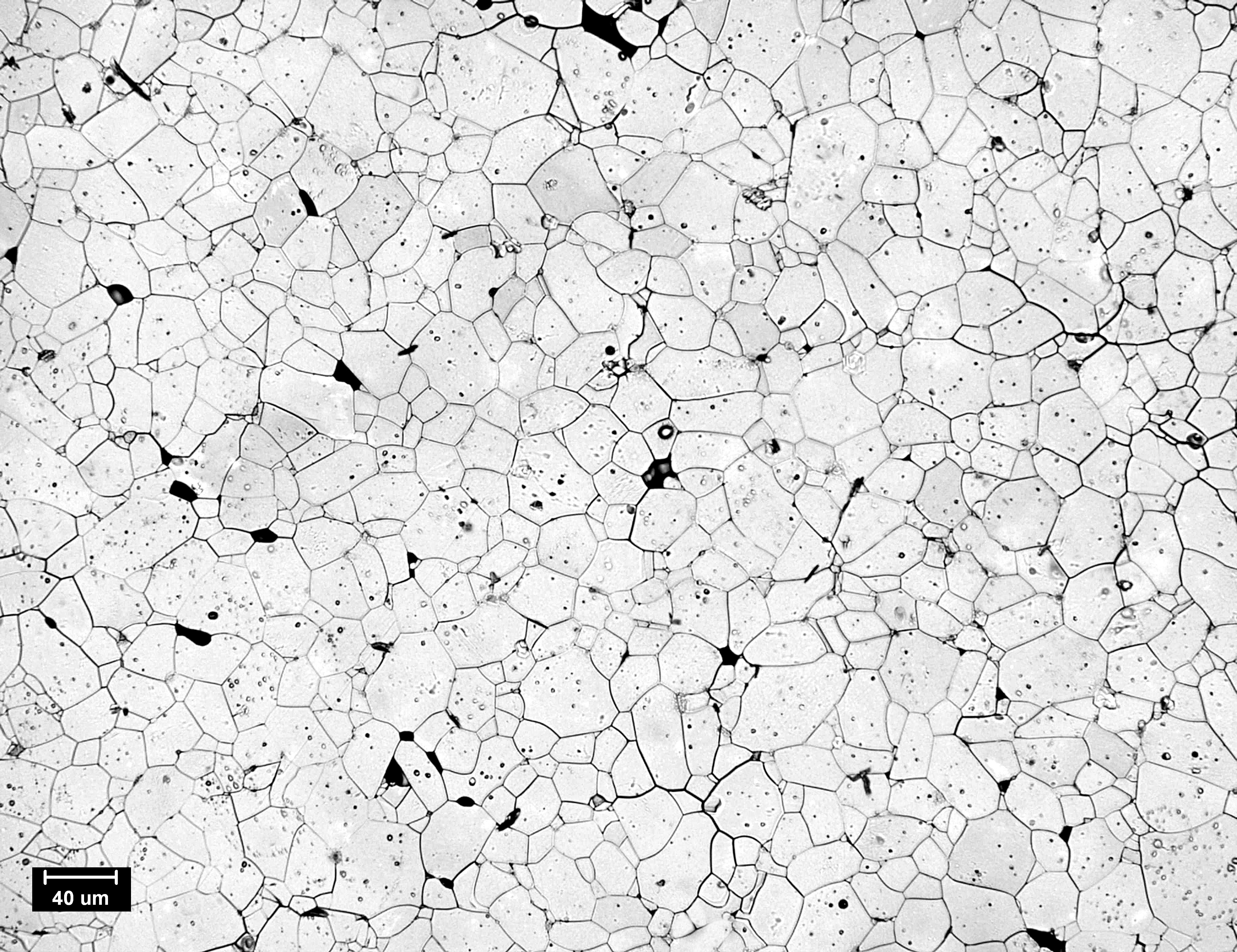
شکل ۱: آلومینای ۹۹٫۹٪ حرارتی اچ شده است
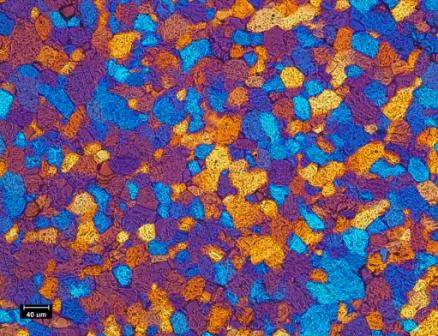
شکل ۲: بخشی نازک از آلومینا ۹۹٫۹٪

## تاریخچه
سراموگرافی همراه با شاخه‌های دیگر ماده نگاری و مهندسی سرامیک تکامل یافت. یک دانشمنداز اتریش در سال ۱۸۰۸ یک شهاب سنگ را حکاکی کرد تا نوارهای فریت پروتوکتوئید طرفداری را که در مرزهای دانه آستنیت قبلی رشد کرده‌اند، نشان دهد. هنری کلیفتون، زمین‌شناس، که از او به عنوان پدر متالوگرافی یاد می‌شود، از دهه ۱۸۶۰ در شفیلد، شهری در شمال انگلستان، روش‌های سنگ‌نگاری را در صنعت ساخت و تولید فولاد به کار گرفت. آگوست میشل، زمین‌شناس اهل کشور فرانسه، مبدع نموداری بود که خواص نوری مواد معدنی را با رنگ و ضخامت منتقل‌شده آنها در دهه ۱۸۸۰ ارتباط می‌داد. متالوژیست سوئدی، برینل، اولین مقیاس سختی کمی را در سال ۱۹۰۰ اختراع کرد. اسمیت و سندلند در سال ۱۹۲۲ اولین آزمایش سختی تورفتگی‌های ریز را در ویکرز در لندن ایجاد کردند. میکروسکوپیست، بولر، متولد سوئیس، اولین تولیدکننده تجهیزات متالوگرافی را در اطراف شیکاگو در سال ۱۹۳۶ آغاز کرد. فردریک نووپ و همکارانش در اداره ملی استاندارد ، یک آزمایش ریزمقاومت کم نفوذ (نسبت به ویکرز) را در سال ۱۹۳۹ تهیه کردند. کپنهاگ در سال ۱۹۴۳ صاف‌کننده الکترولیتی را به متالوگرافی معرفی کرد. جورج کهل از دانشگاه کلمبیا کتابی نوشت که تا دهه ۱۹۸۰ کتاب مقدس متریالوگرافی محسوب می‌شد. کهل گروهی را در کمیسیون انرژی اتمی تأسیس کرد که در سال ۱۹۶۷ به انجمن بین‌المللی متالوگرافی شد.

## تهیه نمونه‌های سرامیک‌نگاری
آماده‌سازی نمونه‌های سرامیکی برای تجزیه و تحلیل ریزساختار شامل پنج مرحله گسترده است: اره‌کاری، جاسازی یا تعبیه، سنگ زنی، پولیش‌کاری یا پرداخت و اچ. ابزار و مواد مصرفی برای تهیه سرامیک‌نگاری در سراسر جهان از فروشندگان تجهیزات متالوگرافی و شرکت‌های تأمین کننده آزمایشگاه در دسترس است.

### اره کاری
بیشتر سرامیک‌ها تا حد زیادی سخت هستند و باید با تیغه‌ای دایره‌ای شکل که با تکه‌های الماس تعبیه شده است، اره ریز شوند. متالوگرافی یا اره برقی مجهز به تیغه الماس با چگالی کم معمولاً مناسب است. تیغه باید توسط اسپری مایع مداوم خنک شود.

### جاسازی یا تعبیه
برای ساده‌سازی بیشتر، نمونه اره‌شده، معمولاً در یک دیسک پلاستیکی، با قطر ۲۵، ۳۰ یا ۳۵ میلی‌متر تعبیه می‌شود. برای سرامیک‌های نسوز متخلخل یا دستگاه‌های میکروالکترونیک ممکن است از رزینی قابل ریختگی (مایع) مانند اپوکسی، اکریلیک یا پلی استر پر نشده، استفاده شود. رزینهای ریخته‌گری نیز با رنگهای فلورسنت موجود در میکروسکوپ فلورسانس در دسترس هستند.

### سنگ‌زنی
سنگ‌زنی عبارت است از سایش سطح مورد بررسی توسط ذرات ساینده، به‌طور معمول الماس، که به کاغذ یا دیسک فلزی متصل شده‌اند. با سنگ‌زنی برجستگی‌های اره‌کاری، پاک می‌شود، سطح آن صاف می‌شود. یک توالی و تکرار سنگ‌زنی معمولی برای سرامیک‌ها، یک دقیقه روی چرخ الماس پیوند خورده با فلز ۲۴۰ مشی است که با چرخش ۲۴۰ دور در دقیقه چرخانده می‌شود و با جریان آب روان می‌شود و پس از آن یک پردازش مشابه روی چرخ ۴۰۰ مشی انجام می‌شود. نمونه پس از هر مرحله در حمام اولتراسونیک شسته می‌شود.

### پلیش‌کاری یا پرداخت
پرداخت، سایشی است که دراثر ساینده‌های آزاد ایجاد می‌شود، که در یک روان‌کننده به حالت تعلیق درآمده و می‌توانند بین نمونه و کاغذ بغلتند یا بلغزند. پرداخت، نشانه‌ها برجستگی‌های سنگ‌زنی را پاک می‌کند و نمونه را همانند آینه صاف می‌کند. یک دنباله پرداخت معمولی برای سرامیک‌ها، ۵ تا ۱۰ دقیقه با خمیر یا دوغاب الماس ۱۵، ۶ یا ۱ میکرومتر، بر روی کاغذ، بدون چسب، همراه با چرخش، با۲۴۰ دور در دقیقه است. نمونه مجدد، پس از هر مرحله، در حمام فراصوت شسته می‌شود.

### قلم زنی
قلم‌زنی، مرزهای دانه و سایر ویژگی‌های ریزساختاری را که در سطح صیقلی مشخص نیستند، آشکار و واضح می‌کند. دو نوع متداول قلم‌زنی در سرامیک‌نگاری؛ خوردگی شیمیایی گزینشی و عملیات حرارتی است که باعث ترمیم می‌شود. به عنوان مثال، آلومینا را می‌توان با فروبری در اسید فسفریک جوشانده غلیظ، به مدت ۳۰ تا ۶۰ ثانیه، یا به صورت حرارتی در کوره به مدت ۲۰ تا ۴۰ دقیقه در ۱٬۵۰۰ درجه سلسیوس (۲٬۷۳۰ درجه فارنهایت) در هوا، اچ کرد. محفظه پلاستیکی باید قبل از قلم‌زنی حرارتی برداشته شود. آلومینا در شکل ۱ از لحاظ حرارتی اچ شده است.

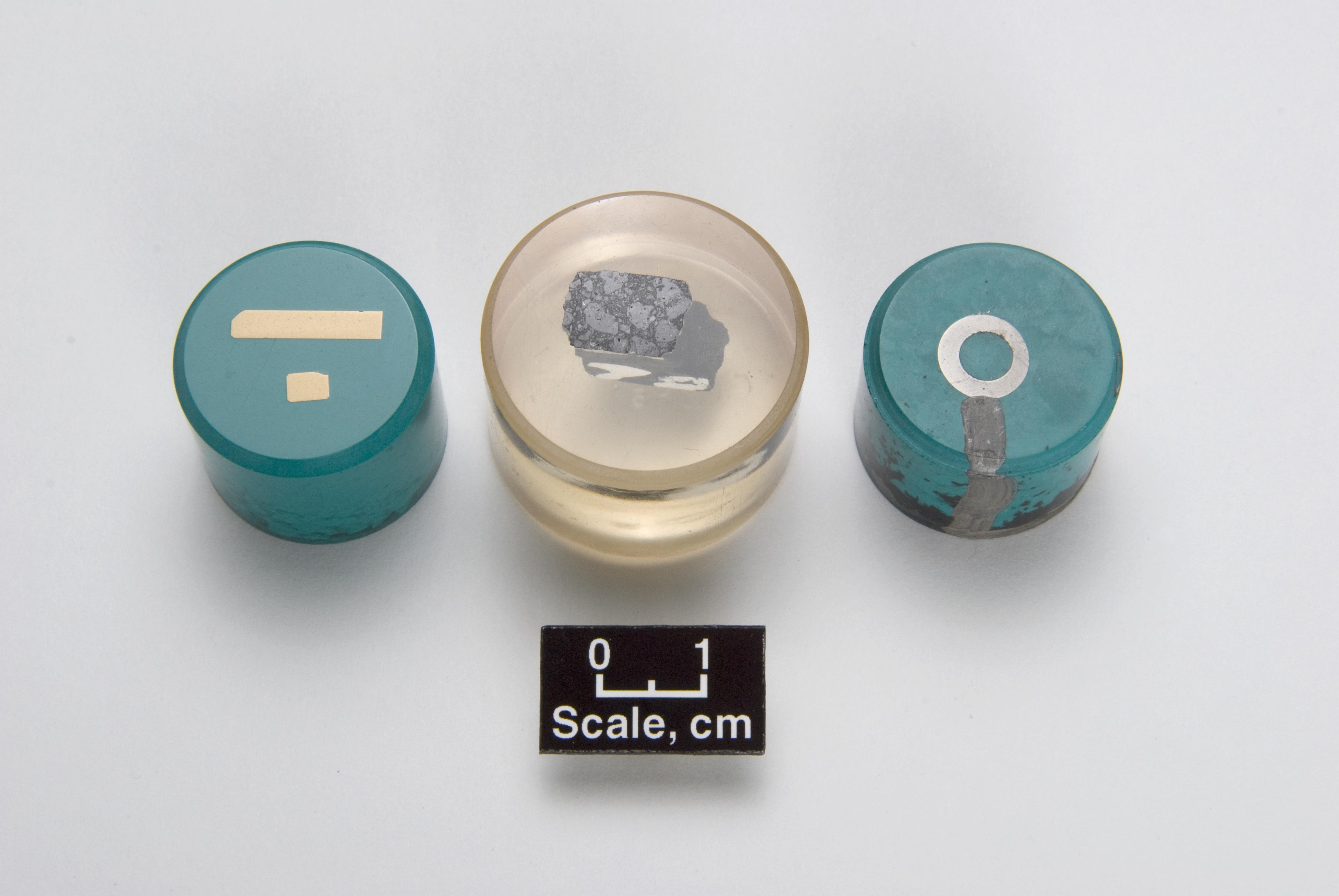
جاسازی بخش‌های پرداخت‌شده سراموگرافیک

در روش دیگر، سرامیکهای غیر مکعبی را می‌توان به صورت مقاطع نازک تهیه کرد که به آن پتروگرافی نیز گفته می‌شود. و برای بررسی توسط میکروسکوپ نوری که از طریق قطبش انجام می‌شود، تهیه می‌شود. برای مثال؛ زیرکونیا و لعل تثبیت شده با ایتریا، دارای ضریب شکست یکسانی در تمام جهات کریستالوگرافی هستند و به نظر می‌رسد، درصورتی که قطبش کننده میکروسکوپ با تجزیه و تحلیل آن، اگر از ۹۰ درجه خارج شود، سیاه دیده می‌شود.

## تجزیه و تحلیل در سراموگرافی
ریزساختارهای سرامیکی، به‌طور معمول، با انعکاس نور مرئی در میکروسکوپ برایتفیلد آنالیز و تجزیه و تحلیل می‌شوند. دارکفیلد، در شرایط محدودی استفاده می‌شود؛ به عنوان مثال، برای نمایش و آشکارسازی ترک‌ها. نور منتقل‌شده پلاریزه با مقاطع نازک استفاده می‌شود، جایی که تضاد بین دانه‌ها از دوشکستی حاصل می‌شود. ریزساختارهای بسیار خوب ممکن است به بزرگنمایی و وضوح بالاتر یک میکروسکوپ الکترونی روبشی (SEM) یا میکروسکوپ اسکن لیزری کانفوکال (CLSM) نیاز داشته باشند. میکروسکوپ کاتدولومینسانس (CLM) برای تشخیص فازهای مواد نسوز مفید است. میکروسکوپ الکترونی عبوری (TEM) و میکروسکوپ صوتی روبشی (SAM) کاربردهای ویژه ای در سراموگرافی دارند.
سرامیک‌نگاری اغلب به صورت کیفی، برای مقایسه ریزساختار یک مولفه با حالت استاندارد، برای کنترل کیفیت یا تحلیل تخریب انجام می‌شود. سه تحلیل کمی معمول از ریزساختارها، تحلیل اندازه دانه، تحلیل محتوای فاز دوم و تخلخل است. ریزساختارها با اصول استریولوژی اندازه‌گیری می‌شوند، که در آن، اشیا سه بعدی با استفاده از تصویربرداری یا مقطع‌زنی دوبعدی، ارزیابی می‌شوند. ریزساختارهایی که اندازه دانه‌های ناهمگن را نشان می‌دهند، با دانه‌های خاصی که بسیار بزرگ می‌شوند، در سیستم‌های مختلف سرامیکی رخ می‌دهد و این پدیده به عنوان رشد غیرطبیعی دانه یا AGG شناخته می‌شود. وقوع AGG تأثیرات مثبت یا منفی بر خصوصیات مکانیکی و شیمیایی سرامیک‌ها دارد و هدف شناسایی آن اغلب، تجزیه و تحلیل سرامیک‌نگاری است.
اندازه دانه را می‌توان با روش‌های کسر خط یا کسر مساحت ASTM E112 اندازه‌گیری کرد. در روش‌های کسر خط، اندازه دانه آماری از تعداد دانه‌ها یا مرز دانه‌ها که تلاقی خطی از طول یا دایره شناخته شده از محیط مشخص را محاسبه می‌کنند. در روش کسر مساحت، اندازه دانه از تعداد دانه‌های داخل یک منطقه شناخته شده محاسبه می‌شود. در هر حالت، اندازه‌گیری تحت تأثیر مراحل ثانویه، تخلخل، جهت ترجیحی و توزیع نمایی است
اندازه دانه، تخلخل و محتوای فاز دوم با خصوصیات سرامیکی مانند مقاومت مکانیکی σ با معادله هال-پچ در ارتباط است. سختی، چقرمگی، ثابت دی الکتریک و بسیاری از خصوصیات دیگر وابسته به ریزساختار هستند.